# Swilen Russew
Swilen Russew Spassow, bulgarisch Свилен Русев (* 14. Juni 1914 in Dolna Dikanja; † 14. Mai 1944 in Debeli Lak) war ein bulgarischer Aktivist und Partisan.

## Leben
Russew war Mitglied der Bulgarischen Kommunistischen Partei und studierte Rechtswissenschaften. Ab 1942 war er Mitglied des Zentralkomitees des bulgarischen Arbeiterjugendverbandes. Er vertrat den Verband im Hauptstab der bulgarischen Volksbefreiungsarmee. 1944 wurde er Partisan. Er fiel noch im gleichen Jahr bei einem Gefecht mit der Polizei.